# Адвент у Загребі
Адвент у Загребі (хорв. Advent Zagreb) — щорічний різдвяний фестиваль, який традиційно триває з кінця листопада по 7 січня у столиці Хорватії, Загребі. Цей захід відомий своїми святковими ярмарками, арт-інсталяціями, культурними подіями та унікальною атмосферою, яка приваблює як місцевих жителів, так і численних туристів. Щороку фестиваль запрошує сотні тисяч відвідувачів з усього світу, що сприяє економічному зростанню та міжнародному визнанню Загреба як привабливого туристичного напрямку. Завдяки своєму стратегічному розташуванню між літнім сезоном та новорічними святами, фестиваль сприяє розвитку готельного бізнесу, гастрономії та культурного життя міста. Адвент організований містом Загреб, Туристичною радою міста Загреб (TZGZ) та інституційними і приватними партнерами. 
Традиція святкування Адвенту в Загребі  бере свій початок з початку 2000-х років. З роками фестиваль розширювався, включаючи нові локації та заходи, що сприяло його популярності на міжнародному рівні. У 2016, 2017 та 2018 роках Загреб був визнаний найкращим різдвяним напрямком у Європі за версією Best Christmas Market Destinations. У 2022 та 2024 році CNN також включив Загребський Адвент до списку найкращих різдвяних маркетів. Він пропонує освіжаючий погляд на святкові урочистості, унікально поєднує традиційну хорватську культуру та міжнародний вплив, що надає святкуванню особливого колориту.
Адвент охоплює 25 локацій по всьому місту, де відвідувачі можуть насолоджуватися різноманітними атракціонами, зокрема численними концертами просто неба, театральними виставами, виступами вуличних музикантів, барами, льодовими скульптурами, живим вертепом та іншими культурними заходами, кожен з яких пропонує щось особливе. Під час Адвенту відвідувачі мають змогу скуштувати традиційні хорватські страви, такі як кобасиці (ковбаски), сарма (голубці), штруклі (пироги з сиром) та різноманітні солодощі, і випити напої, як-от фруктовий бренді, глінтвейн та гарячий шоколад.
Із 2023 року започаткували традицію: на відкриття Адвенту запрошують шановних гостей – мерів столиць з інших країн. У 2023 це був мер Сараєво Беньямін Карцич, а у 2024 році до Адвенту приєднався мер Будапешта Гергелі Карачонь.  

## Основні локації та культурна програма
Адвент у Загребі розпочинається на головній площі Бана Єлачича, де запалюється перша адвентна свічка сезону. Біля великого годинника прикрашають різдвяну ялинку, а на сцені проводять концерти. Центральну площу міста прикрашають мерехтливими різдвяними вогнями, яскравими прикрасами та дерев’яними ринковими кіосками, де пропонуються традиційні страви, напої та сувеніри.
Однією з головних атракцій Адвенту є ковзанка під відкритим небом “Ledeni park” на Площі короля Томислава, яка була відкрита у 2014 році. Там можна продемонструвати свої навички у фігурному катанні та насолодитися атмосферою зимової казки. Окрім катання в неповторній атмосфері відвідувачі зможуть насолодитися багатою гастрономічною пропозицією будиночків, облаштованих навколо ковзанки. Тут можна спробувати печені каштани, традиційні хорватські ковбаски та глінтвейн. Місце ідеально підходить для сімейного відпочинку, пропонуючи безліч розваг для дорослих і дітей. У 2024 році в Загребі виповнюється 150 років катанню на ковзанах. 
Парк Зринєвац є знаковим місцем для святкування Адвенту Загреб, адже саме тут він вперше розпочався. Він знаменує початок святковою церемонією запалювання лампадок на столітніх платанах. Парк відомий своїми освітленими алеями із 220 дерев, прикрашених різдвяними вогнями, та старовинним музичним павільйоном, де проходять концерти класичної та різдвяної музики, мелодії вальсів та традиційних хорватських різдвяних пісень. 
Ще однією з цікавих атракцій Загребського Адвенту, яку висвітлює міжнародна преса CNN, є два різдвяні трамваї, у співпраці із ZET. У них дітей і дорослих вітають Санта-Клаус та його ельфи. Поїздка на святково прикрашеному трамваї дозволяє гостям насолодитися різдвяною атмосферою Загреба в оточенні веселих персонажів. Трамваї регулярно відправляються з площі бана Єлачича. 
Тунель Грич під час Адвенту перетворюється на одну з ключових святкових атракцій, де проводиться світлове шоу, яке щороку має унікальну тематичну концепцію. Це підземний пішохідний перехід у центрі Загреба, який спочатку використовувався як бомбосховище під час Другої світової війни та війни за незалежність Хорватії. Нині він функціонує як пішохідний маршрут і простір для проведення культурних заходів. 
У 2022 році «родзинкою» Адвента стала нова розвага — Колесо огляду та парк атракціонів на площі Франьо Туджмана. 
У Градці, верхній і найчарівнішій частині Загреба, розташований концертний майданчик з музичною програмою. 
Для любителів фотографій у Горньому граді Загреба оформлені 5 фототочок з найбільш вражаючими видами на святкове місто, а також куточки для селфі з унікальними фонами.
На Європейській площі, наймолодшій локації з усіх Адвентів у Загребі, відвідувачі танцюють і святкують щодня, з чудовим вибором поп-музики та R&B-музики.  
Парк Рибняк був оформлений як місячний сад із сотнею сяючих квітів. Відвідувачі могли сісти на декорацію «Місяць» і загадати різдвяне бажання. 
Тераса Олеандер в готелі Еспланада — одна з вишуканих локацій Адвенту Загреб, яка щорічно оформлюється в унікальному стилі. Атмосферу доповнюють гастрономічні враження: дев’ять спеціально оформлених котеджів пропонують делікатеси, приготовані провідними місцевими шеф-кухарями та ресторанами. Ретельно відібрані напої та святковий маскарад є невід’ємною частиною цього вишуканого досвіду, роблячи терасу важливою складовою святкового сезону в Загребі.
Інші святкові локації Адвенту Загреб: Advent na Tuškancu, Fuliranje на площі Штросмаєра, Advent у пасажі Jägerhorn, Jinglingz на площі Кватерника, Čudesni Božić на Петрічевій вулиці, Cvjetni trg, Stara Vlaška, Baš naš на Градцу, Zagrebački balkoni, Festival adventskih i božićnih pjesama у церкві Св.Бенедикта і Загребському кафедральному соборі, Božićni koncerti у церкві Св. Марка, Koncert Zagrebačkih solista u Етнографічному музеї i в Музеї міста Загреб, Advent Caffe de Matoš, Winter Garden готелю Hilton, Advent pod lanternom у Верхньому місті та багато інших. 